# Ногайский шлях
Ногайский шлях (от слов ногайцы и шлях) — название пути (c XVI века), по которому татары и ногайцы совершали набеги на русские земли в XIII—XVII веках. Так же была известна как ордобазарная дорога. Использовалась для перегона скота на русский рынок. Ногайский шлях от ордынских кочевий в нижнем течении Волги имел два направления: правым берегом Дона, через урочище Казар («где ныне город Воронеж»), до Рязани и Коломны; от Волгодонской переволоки по междуречью Хопра и Суры, пересекая верховья Цны, Польного Воронежа и Лесного Воронежа, на «Ряжские, Рязанские и Шацкие места». Для предотвращения набегов в XVI веке на юго-восточных границах России была построена крепость Воронеж, в начале XVII в. — Тамбов, Козлов и Ломов, а позже сооружён так называемый Татарский вал.